# Heptalitha boliviensis
Heptalitha boliviensis är en fjärilsart som beskrevs av Munroe 1964. Heptalitha boliviensis ingår i släktet Heptalitha och familjen Crambidae. Inga underarter finns listade i Catalogue of Life.